# Hacjenda

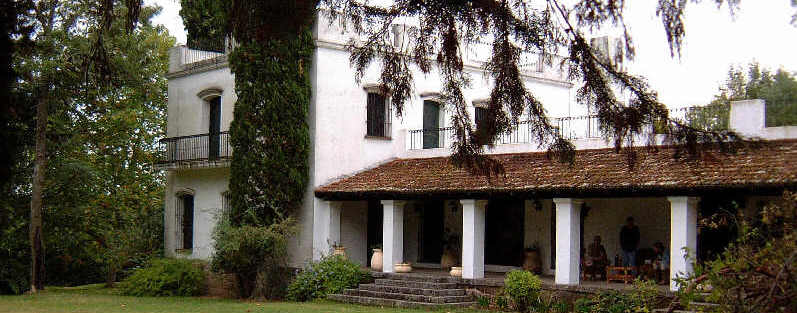
Hacjenda w Urugwaju

Hacjenda – duże gospodarstwo rolno-hodowlane (plantacja) lub posiadłość wiejska w Hiszpanii i Ameryce Łacińskiej; także same zabudowania (zarówno mieszkalne, jak i gospodarcze) w tym gospodarstwie lub posiadłości.
Monografię meksykańskich hacjend wydał amerykański prozaik, poeta, malarz i fotografik Paul Alexander Bartlett.